# Mammuthus imperator

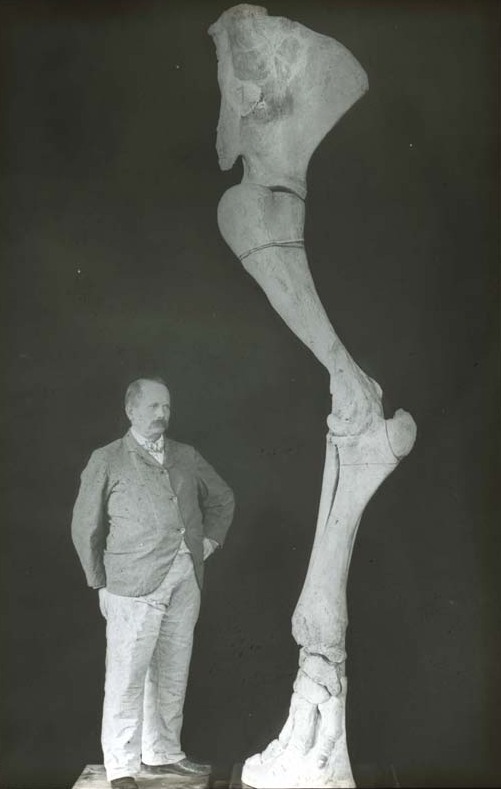
Mammuthus imperator, chân trước bên phải. Hình lịch sử từ Smithsonian Institution.

Mammuthus imperator (Mammuthus imperator) là một loài voi ma mút đã tuyệt chủng đặc hữu Bắc Mỹ từ thế Pleistocene.
Nó được coi là loài voi ma mút lớn nhất Tây bán cầu đạt đến chiều cao ở vai là 4,9 m (16 ft)  và trọng lượng là 13 tấn. Nó hơi cao hơn voi ma mút lông xoăn, voi ma mút thảo nguyên và nhiều loài khác và hơi ngắn hơn Deinotherium. Do ở trung và tây nam Bắc Mỹ ấm hơn ở bắc Eurasia và Bắc Mỹ, loài Mammuthus imperator được cho là không có bộ lông dày như một số bà con họ hàng của nó. Nó đã sinh sống dọc cùng với voi ma mút Columbia (Mammuthus columbi), một loài thường bị nhầm lẫn với M. imperator do có kích cỡ và phạm vi hóa thạch tương tự. Cách nguyên thủy nhất để phân biệt hai loài voi mamut này là ngà của voi M. imperator uốn cong về điểm chồng lấn còn ngà của voi M. columbi' thì không. M. imperator ban đầu được miêu tả là một loài hóa thạch của Elephas bởi Joseph Leidy vào năm 1858.
Các hóa thạch tuyệt vời của Mammuthus imperator được tìm thấy ở La Brea Tar Pits, phía nam California.
Không phải tất cả các nhà cổ sinh vật học xem M. imperator là một loài hợp lệ. Larry Agenbroad, một nhà nghiên cứu tin rằng M. imperator là một danh pháp không hợp lệ thường đặt cho loài M. columbi. Cho rằng ngà phát triển suốt đời con vật, những con già hơn có xu hướng có ngà dài hơn và nhiều khả năng cắt nhau. Ông cũng tranh luận rằng cách hiểu khác thì M. imperator là một phân loài của M. columbi.

## Tham khảo

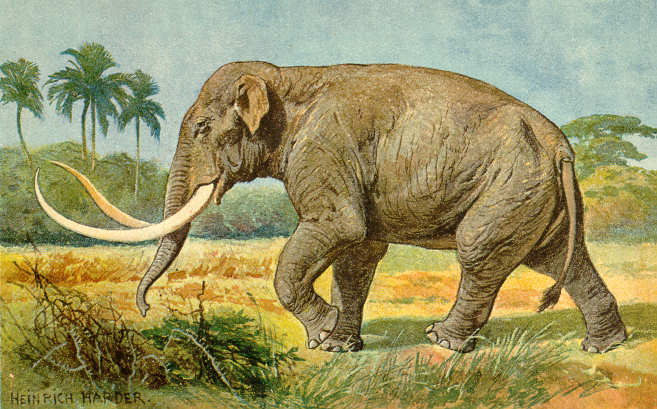
Phục dựng bởi Heinrich Harder